# Arroyo Bedija
Arroyo Bedija är ett vattendrag i Spanien.   Det ligger i provinsen Toledo och regionen Kastilien-La Mancha, i den centrala delen av landet, 80 km sydost om huvudstaden Madrid.